# Thorbjørn Jagland
Thorbjørn Jagland (født 5. november 1950 i Drammen) er en norsk politiker og medlem af Det norske Arbeiderparti. Han var leder af Arbeiderpartiet fra 1992 til 2002, statsminister fra 1996 til 1997 og udenrigsminister fra 2000 til 2001. Fra 2005 til 2009 var han stortingspræsident. 29. september 2009 blev han valgt til generalsekretær for Europarådet.
Fra 2009 til 2014 er Thorbjørn Jagland leder af Den Norske Nobelkomite. Den første som fik Nobels fredspris under hans lederskab var Barack Obama.